# Pocisk przeciwradarowy

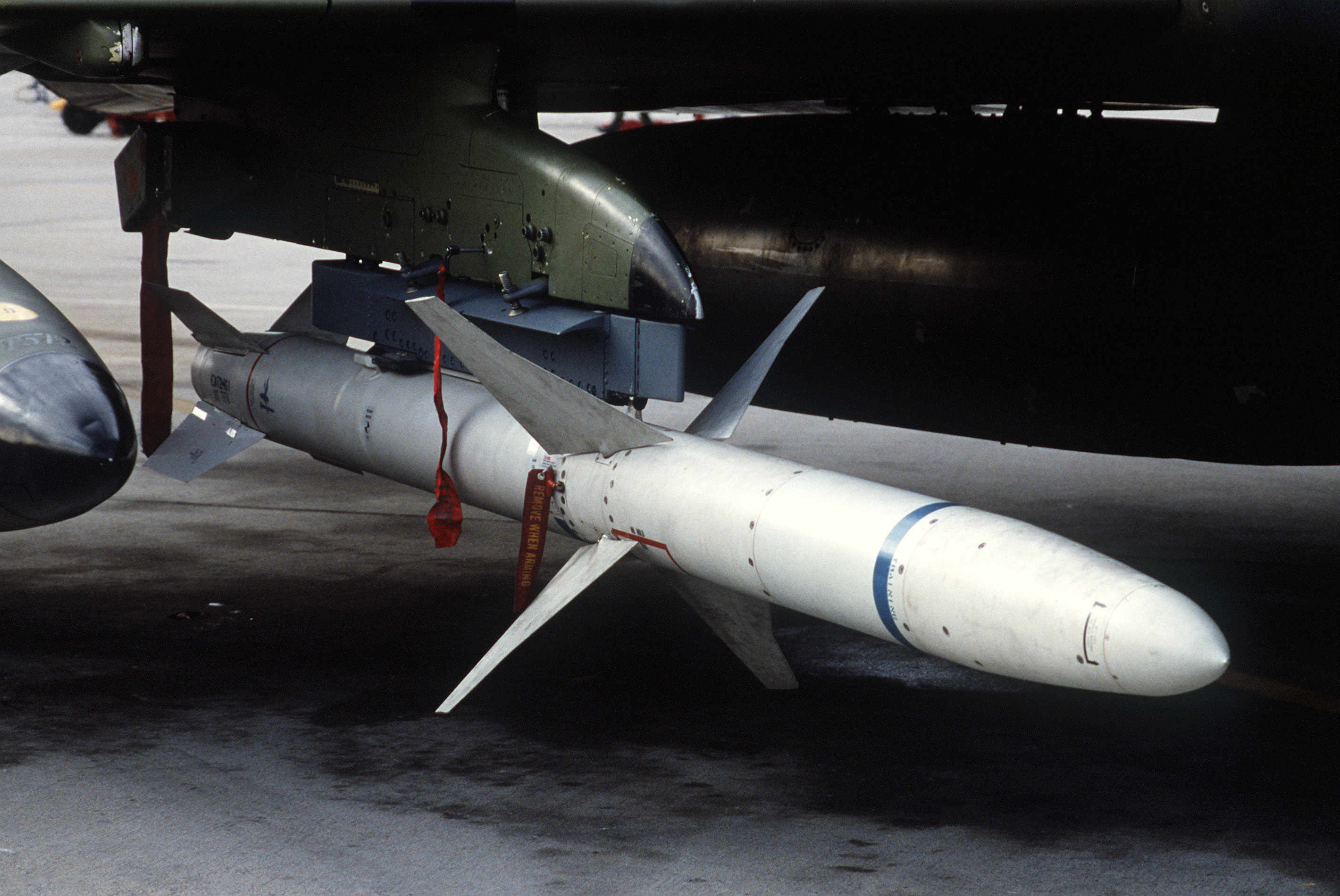
Amerykański pocisk przeciwradarowy AGM-88 HARM

Pocisk przeciwradarowy – pocisk rakietowy przeznaczony do niszczenia instalacji radiolokacyjnych przeciwnika, naprowadzający się na źródło promieniowania elektromagnetycznego radaru. Pociski tego rodzaju są oznaczane skrótem angielskim ARM od Anti-Radiation Missile.
Większość pocisków przeciwradarowych została zaprojektowana do niszczenia naziemnych instalacji radiolokacyjnych i są one przenoszone przez samoloty specjalnie przystosowane do zadań SEAD (Suppression of Enemy Air Defences – stłumienia obrony powietrznej wroga), z których najbardziej znane są amerykańskie Wild Weasel. Zadaniem pocisków przeciwradarowych jest unieszkodliwienie lub ograniczenie działania stanowisk obrony powietrznej przeciwnika w początkowym stadium konfliktu w celu zwiększenia bezpieczeństwa własnych samolotów wykonujących misje ataku na inne cele naziemne. Mogą być również wykorzystywane do szybkiej eliminacji wcześniej nieujawnionych wyrzutni pocisków przeciwlotniczych podczas wykonywania misji. Samoloty przenoszące pociski przeciwradarowe
towarzyszące maszynom szturmowym podczas wykonywania przez nie zadań nad wrogim terenem, są uzbrojone również w bomby kasetowe, służące do całkowitego niszczenia wrogich stanowisk po wyeliminowaniu radarów.
Wczesne konstrukcje pocisków przeciwradarowych takie jak AGM-45 Shrike były dość zawodne, naprowadzając się na źródło promieniowania radarowego, eksplodowały po znalezieniu się w bliskiej od niego odległości. Operatorzy radarów mogli w prosty sposób oszukać pocisk wyłączając stację radiolokacyjną co jakiś czas, co znacznie zmniejszało prawdopodobieństwo trafienia pociskiem. W celu zwiększenia efektywności broni przeciwradarowej skonstruowano bardziej zaawansowane pociski 
takie jak AGM-78 Standard ARM i AGM-88 HARM, które wyposażono w systemy nawigacji bezwładnościowej INS, pozwalające zapamiętać pozycję stacji radiolokacyjnej i kontynuować lot w jej kierunku nawet po ustaniu emisji radarowej. Prawdopodobieństwo trafienia stacji radiolokacyjnej, tak jak przy użyciu pocisków poprzednich generacji, maleje po jej wyłączeniu i przy założeniu, że nie zostanie ona włączona po raz drugi przed zakończeniem lotu pocisku. Dla zwiększenia efektywności pocisków stosuje się silniki rakietowe o niskiej emisji dymu, co utrudnia obserwację wzrokową toru ich lotu. Ponadto silniki te rozpędzają pocisk do bardzo dużych prędkości naddźwiękowych, co skraca czas dotarcia do celu i szansę obsługi stacji radiolokacyjnej na jej wyłączenie.
Brytyjski pocisk przeciwradarowy ALARM posiada dodatkowo zdolność poszukiwania celu. Po osiągnięciu odpowiedniego pułapu zostaje uruchomiony spadochron, który opóźnia opadanie pocisku umożliwiając powtórne namierzenie stacji radiolokacyjnej po jej włączeniu. Amerykański pocisk AGM-136 Tacit Rainbow, który jednak nie wyszedł poza stadium testów, posiadał podobne możliwości co brytyjski ALARM i mógł być wystrzeliwany w kierunku działającej stacji radiolokacyjnej lub w kierunku obszaru gdzie taka stacja mogła być ukryta. W przypadku ustania promieniowania radaru pocisk mógł przełączyć się w tryb poszukiwania, patrolując przy pomocy napędzającego go małego silnika odrzutowego zadany obszar, oczekując powtórnego załączenia radaru. Program rozwojowy tego pocisku został zamknięty w 1991 roku z powodu cięć budżetowych.
Bardzo znaczącymi parametrami pocisków przeciwradarowych są: zasięg, który powinien być większy niż zasięg pocisków rakietowych w które są wyposażone atakowane wyrzutnie, oraz prędkość. Niektóre z obecnie wykorzystywanych systemów obrony przeciwlotniczej wykorzystują pociski rakietowe osiągające prędkości wielokrotnie przekraczające prędkość dźwięku, dlatego pocisk przeciwradarowy powinien mieć zdolność zniszczenia stacji radiolokacyjnej zanim ta uruchomi sterowaną przez nią broń przeciwlotniczą.
Poza pociskami służącymi do niszczenia naziemnych stacji radiolokacyjnych sporadycznie używa się także przeciwlotniczych pocisków rakietowych naprowadzających się na źródło promieniowania pokładowego radaru lotniczego. Przykładem takiej broni jest rosyjski pocisk R-27P, odmiana klasycznego pocisku powietrze-powietrze z głowicą Awtomatika 9B-1032. Zaletą takiej broni jest to, że nie emituje ona żadnego promieniowania i naprowadza się całkowicie pasywnie. Nie jest również konieczne opromieniowywanie celu przez radar samolotu-nosiciela.